# Piet Römerbrug
De Piet Römerbrug is een vaste brug in Amsterdam Slotervaart. Ze is gebouwd in 1961/1962.

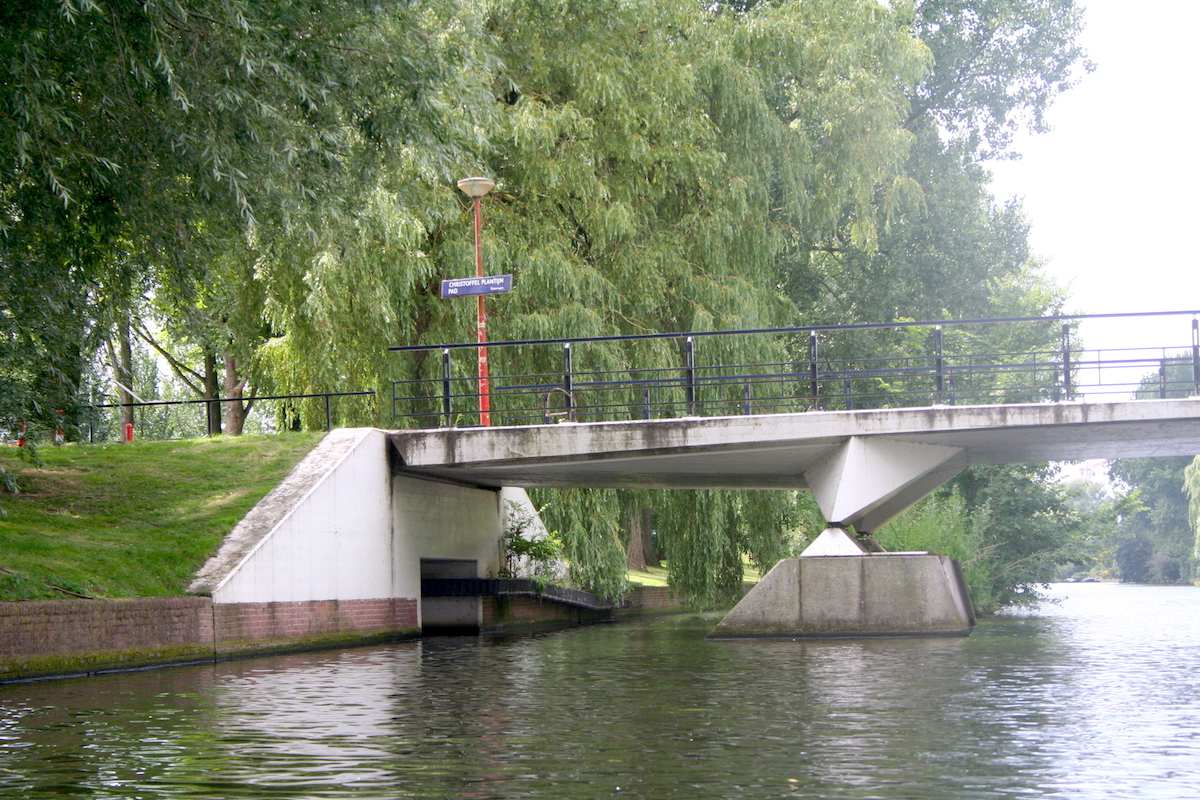
Brug nr. 711 gezien vanaf de Slotervaart, met links onder de brug de toegang tot Duiker nr. 712. Foto: Erik Swierstra.

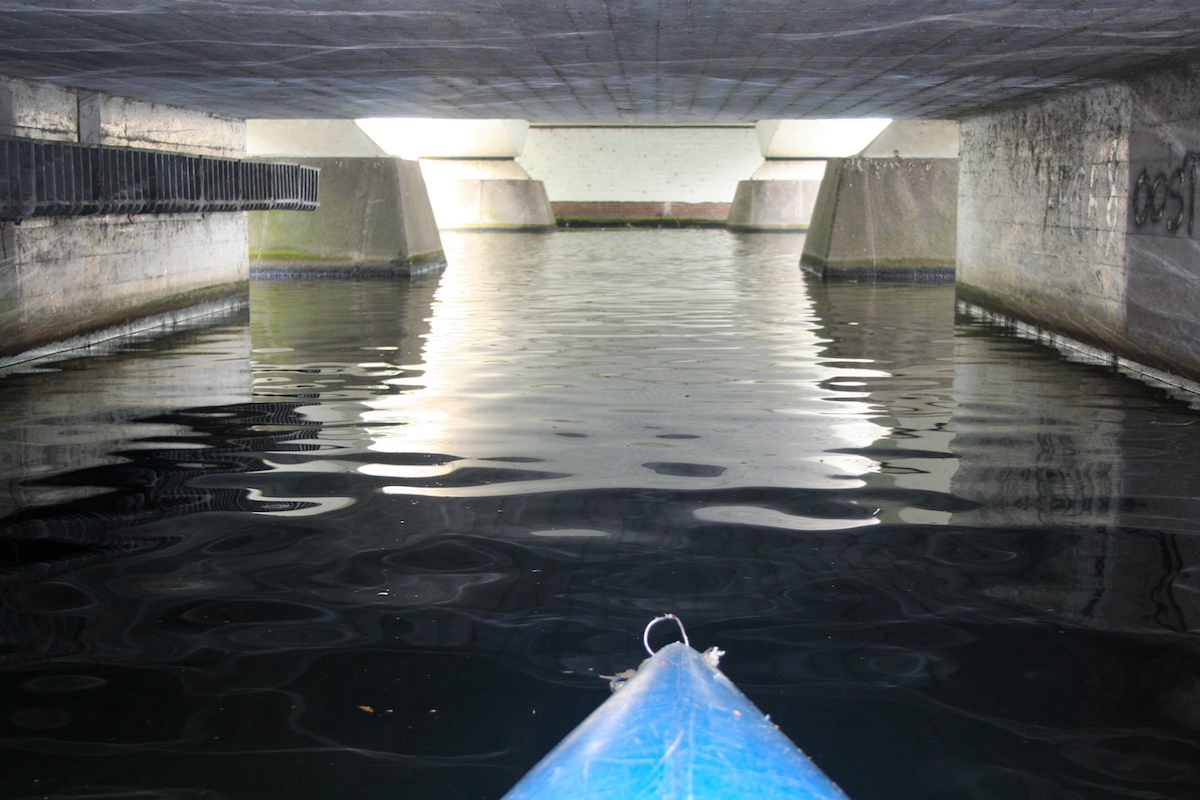
De uitgang van Duiker nr. 712 gezien richting de Slotervaart naar de onderkant van Brug nr. 711. Foto: Erik Swierstra.

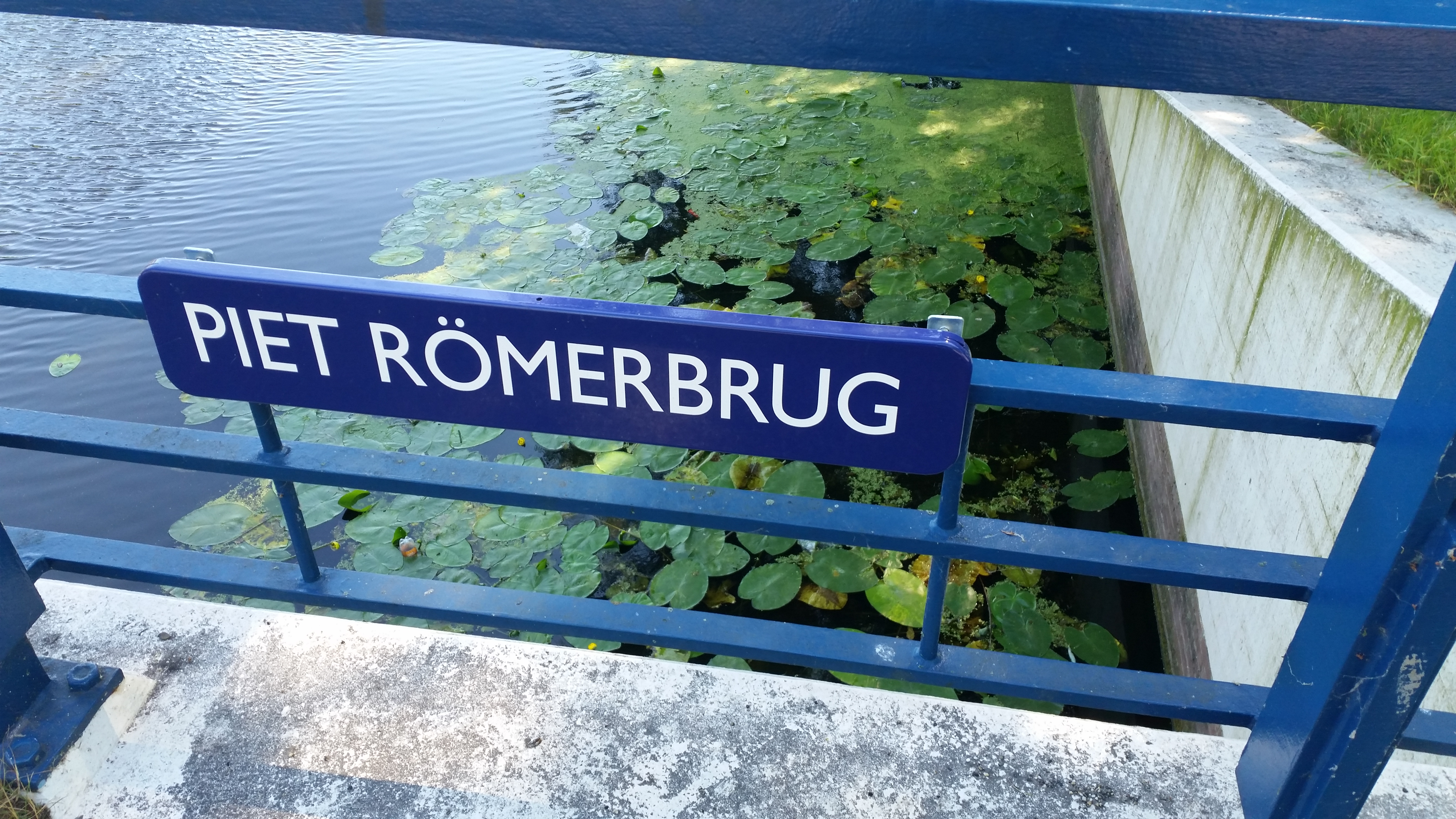
Naamplaat (juni 2018)

De brug, alleen toegankelijk voor fietsers en voetgangers, is gelegen in het Christoffel Plantijnpad, voert over de Slotervaart en sluit aan op het fiets- en voetpad langs de Plesmanlaan.
De bruggen zijn ontworpen door Dick Slebos, toen (jaren zestig van de 20e eeuw) werkzaam voor de Dienst der Publieke Werken. De brug laat enkele kenmerken zien binnen het oeuvre van die architect. De schuin weglopende witte betonnen walkanten, witte overspanning met blauwe balustrades met rechthoekige motieven komen vaker voor bij zijn bruggen. Afwijkend zijn de brugpijlers, hier vier stuks. De brug is sinds 2008 gemeentelijk monument. Omdat onder het zuidelijk landhoofd de duiker onder brug 712 uitkomt, moesten de zuidelijke brugpijlers dicht bij de oever staan; zij dragen de brug ook over de duiker heen.
In november 2017 werd de brug vernoemd naar de Amsterdamse acteur Piet Römer, bekend van onder meer 't Schaep met de 5 pooten van rond 1970 en Baantjer (1995-2006). Ook was hij enige tijd hoofdpiet bij Sinterklaas.
<<< · 700 · 701 · 702 · 703 · 704 · 705 · 706 · 707 · 708 · 709 · 710 · 711 · 712 · 713 · 714 · 715 · 716 · 717 · 718 · 719 · 720 · 721 · 722 · 725 · 726 · 729 · 730-738 · 739 · 740 · 741 · 742 · 743 · 744 · 745 · 746 · 747 · 748 · 749 · 751 · 752 · 753 · 754 · 755 · 756 · 757 · 758 · 759 · 760 · 761 · 762 · 763 · 764 · 765 · 766 · 767 · 768 · 769 · 770 · 771 · 772 · 773 · 775 · 776 · 777 · 778 · 779 · 780 · 781 · 782 · 783 · 784 · 786 · 787 · 788 · 789 · 790 · 791 · 792 · 793 · 794 · 795 · 797 · >>>
Brugnummers  723, 724, 727, 728, 750, 774, 785, 796 (niet gerealiseerde brug over de Slotervaart), 798 en 799 zijn niet vergeven.